# 나카사와촌
나카사와촌(中沢村)은 아오모리현 산노헤군에 설치되었던 촌이다. 현재의 하치노헤시에 해당한다.

## 연혁
- 1889년 4월 1일 - 정촌제 시행에 의해 산노헤군 나카노촌, 이치노사와촌, 오모리촌, 이즈미시미즈촌, 니조사쿠촌을 합병해, 나카자와촌이 발족하였다.
- 1957년 3월 31일 - 산노헤군 시마모리촌과 합병해, 난고촌이 되어 소멸하였다.